# Mibeopdo
Mibeopdo (koreanska: 미법도) är en ö i Sydkorea.   Den ligger i provinsen Incheon, i den nordvästra delen av landet, 70 km väster om huvudstaden Seoul. Arean är 1,3 kvadratkilometer.
Terrängen på Mibeopdo är platt. Öns högsta punkt är 50 meter över havet. Den sträcker sig 1,8 kilometer i nord-sydlig riktning, och 1,2 kilometer i öst-västlig riktning.